# チンワト橋
チンワト橋（チンワトばし）、あるいはチンワントの橋は、ゾロアスター教において、人が死後に渡るとされる橋。死者の魂は美少女の姿をしたダエーナーに導かれ、チンワト橋を渡って天国に昇る。